# Chelemys delfini
El ratón topo de Magallanes (Chelemys delfini) es una especie de roedor de pequeño tamaño del género Chelemys de la familia Cricetidae. Habita en el sur del Cono Sur de Sudamérica.

## Taxonomía
Esta especie fue descrita originalmente en el año 1905 por el zoólogo y paleontólogo español -nacionalizado argentino- Ángel Cabrera Latorre, aplicándole el nombre científico de Oxymycterus delfini.
El tipo (el cual estaría extraviado) se describió desde el Museo de Vaparaíso, a donde había sido enviado por su director, Carlos E. Porter, y que había sido colectado por el doctor F. T. Delfín.
Localidad tipo
La localidad tipo referida es: Estrecho de Magallanes, Punta Arenas, Provincia de Magallanes, Chile.
El término específico es un epónimo que refiere al apellido del colector del ejemplar tipo, el doctor F. T. Delfín.
Relacipones taxonómicas
En 1978 se propuso rebajar a C. delfini a subespecie de C. megalonyx, aunque otros autores se inclinaron por retener al taxón como especie plena.

## Distribución geográfica y hábitat
Esta especie poco conocida es endémica del extremo austral continental de América del Sur. Se conoce de solo dos localidades de la Patagonia chilena: Punta Arenas (en la ribera norte del Estrecho de Magallanes) y del parque nacional Torres del Paine, ambas en la Región de Magallanes y de la Antártica Chilena. También se lo citó del sur de Santa Cruz (Argentina), pero sin ejemplares de referencia que permitan asegurar poblaciones en ese país. Es depredada por el búho magallánico o tucúquere (Bubo virginianus magellanicus). Habita en zonas del ecotono del bosque magallánico, a nivel del mar.

## Conservación
Según la organización internacional dedicada a la conservación de los recursos naturales Unión Internacional para la Conservación de la Naturaleza (IUCN), al haber muy poca información sobre su distribución, población total y sus requisitos ecológicos, la clasificó como una especie con: “Datos insuficientes” en su obra: Lista Roja de Especies Amenazadas.